# Шиф (река)
Шиф (англ. Sheaf) — река, протекающая в окрестностях Шеффилда, Саут-Йоркшир, Англия.
Исток от слияния ручьёв Тотли и Олд-Хэй в деревне Тотли, расположенной в пригороде Шеффилда. Течёт на север, мимо деревни Доур, через Эббидейл и северную часть шеффилдского района Хили. Далее река заключена в дренажную трубу, в которой она течет под центром Шеффилда, выходя на поверхность только в одном месте перед слиянием с рекой Дон около моста на Блонк-стрит. Подземная часть Шифа вместе с Доном, между современной Блонк-стрит и Ледиз-бридж, образуют естественную границу Шеффилдского замка с двух сторон.
Основными притоками Шифа являются Портер-Брук, который впадает около железнодорожной станции Шеффилд-Мидлендс, и Мирз-Брук. В верхнем течении река загрязнялась в течение столетий ведения промышленной деятельности, включая выплавку железа и стали, и она восстанавливается медленно. Река использовалась для получения энергии для множества металлургических мастерских, важным сохранившимся примером которых является Эббидейлское промышленное поселение, внесенное в список Grade I.
Вдоль реки проложена пешеходная дорожка Sheaf Valley Walk, она ведёт от Грейнсвилль-скуэр через Миллхаусез-парк и до территории парка Пик-Дистрикт.

## Название
До XVII века название «Sheaf» записывалось как «Scheth» или «Sheath». Английский исследователь Сидни Олдолл Эдди считал, что это слово происходит от древнеанглийского слова «shed» (как в слове «water-shed», рус. водо-раздел) или «sheth», что означает «делить» или «отделять». Исторически Шиф с притоками Мирз-Брук и Лимб-Брук образует часть границы, разделявшей англосаксонские королевства Мерсия и Нортумбрия. Река с притоками и сейчас остаются границей между Йоркширом и Дербиширом. Город Шеффилд получил своё название от названия реки.

## Течение
Воды, образующие Шиф, выходят серией потоков на гравелитовом хребте приблизительно в 10 километрах к юго-западу от центра города. Блэка-Дайк, Нидхемз-Дайк и Редкар-Брук сливаются в ручей Олд-Хэй. Ручей Тотли-Брук сначала сливается с Родмур-Брук, а затем с Олд-Хэем, после чего объединённые воды образуют Шиф. Сразу после слияния реку пересекает железнодорожная линия Хоуп-Велли, которая затем соединяется с линией Мидленд-Мейн. Далее железная дорога пересекает реку в обратном направлении, ведя к железнодорожной станции Доур и Тотли, построенной в 1872 году на месте водяной мельницы Уолк-милл. Железная дорога идёт по долине реки и пересекает её ещё 5 раз по пути до станции Шеффилд Мидленд.
От слияния ручьёв Редкар-Брук и Олд-Хэй до центра города перепад высот составляет 120 метров, и именно это послужило причиной использования вод реки для выработки энергии для различных производств начиная по меньшей мере с XVI века.
Долина реки широкая, прорезает каменноугольные пласты с песчаниками и глинами, плотины и водосливы располагаются в основном в местах залегания твёрдых пород. На реке есть по меньшей мере 28 хорошо задокументированных участков, на которых длительное время располагались фабрики, и ещё 7 располагались на меньших или временных притоках. Шиф питает водой больше разнообразных предприятий, чем другие реки в окрестностях Шеффилда, частично это связано с близостью к Дербиширу и его месторождениям свинца. Залежи свинцовой руды доходили до района деревень Доур, Тотли и Нортон, которая тогда относилась к Дербиширу. Было по меньшей мере 10 фабрик, где руду плавили в очагах, которые топились древесиной, с мехами с приводимыми в движение водой, что позволяло регулировать температуру в горне. Наряду со свинцовоплавильными фабриками на реке были различные бумагоделательные фабрики и зерновые мельницы, некоторые из которых были адаптированы в XVIII веке для нужд металлообрабатывающих ремёсел, когда те появились и расширились.

## Качество воды
Согласно исследованию британского Агентства по окружающей среде качество воды в Шифе от истока до впадения в Дон по химическим показателям — хорошее.

## Интересные места

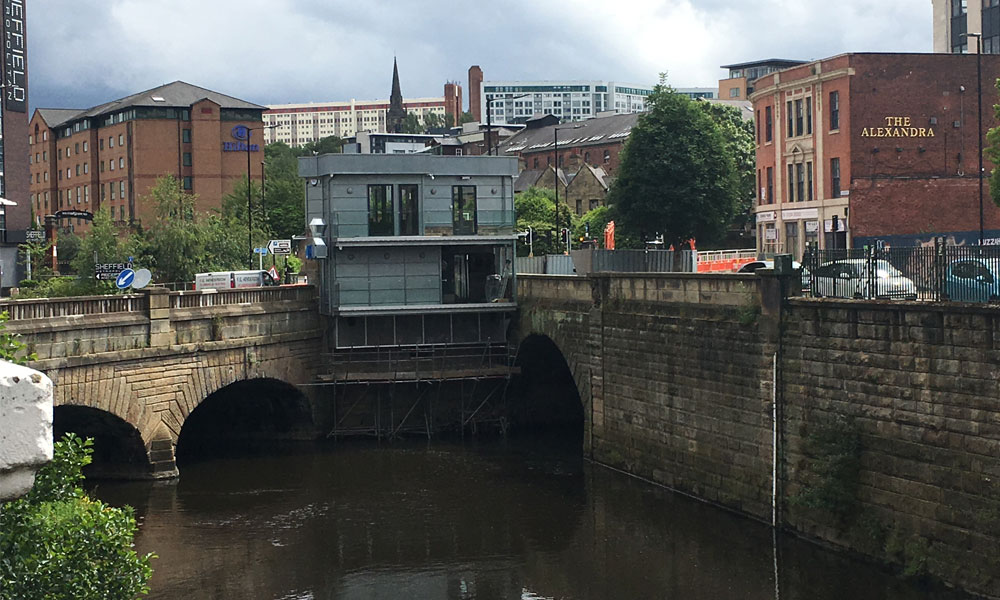
Впадение в реку Дон

- Впадение в реку Дон, 53.3854, −1.4623, около моста на Блонк-стрит
- Начало подземной части у железнодорожной станции, 53.3741, −1.4632, Грейнвилль-скуэр
- Мост через шоссе A61 Queens Road, 53.3675, −1.4671, Хайфилд
- Впадение Мирз-Брук, 53.3597, −1.4753, в трубе под землёй
- Впадение Эбби-Брук, 53.3357, −1.5093, Эббидейл
- Впадение Лимб-Брук, 53.3294, −1.5147, Доур и Тотли
- Слияние ручьёв Тотли и Олд-Хэй, 53.3199, −1.5241, начало реки Шиф